# 2876 Aeschylus
2876 Aeschylus è un asteroide della fascia principale. Scoperto nel 1960, presenta un'orbita caratterizzata da un semiasse maggiore pari a 2,6015644 UA e da un'eccentricità di 0,1184547, inclinata di 14,89020° rispetto all'eclittica.